# Centralna Szkoła Instruktorska ZHP
Centralna Szkoła Instruktorska ZHP (CSI ZHP) – centralny ośrodek kształcenia instruktorów Związku Harcerstwa Polskiego. Pełni funkcję zespołu kadry kształcącej na szczeblu centralnym organizacji.

## Historia
Powstała w 1992 roku z połączenia:
- Centralnej Szkoły Instruktorów Zuchowych ZHP w Oleśnicy,
- Centralnej Szkoły Instruktorów Harcerskich ZHP „Nadwarciański Gród” w Załęczu Wielkim,
- Szkoły Harcerstwa Starszego „Perkoz”.

Początkowo jej siedziba znajdowała się w Załęczu Wielkim k. Wielunia, następnie w Warszawie, w Ośrodku Szkoleniowo-Wypoczynkowym ZHP „Perkoz”, aby ponownie znaleźć się w Warszawie. Mimo siedziby zlokalizowanej w budynku Głównej Kwatery ZHP formy kształceniowe realizowane są w różnych ośrodkach harcerskich, m.in. w „Perkozie” i na Głodówce.

## Zadania
Do zadań Centralnej Szkoły Instruktorskiej ZHP należy:
- wspieranie rozwoju i prowadzenie kształcenia kadry kierowniczej komend chorągwi, zespołów instruktorskich komend chorągwi oraz kadry kierowniczej ZHP,
- tworzenie i realizowanie planu kształcenia ZHP,
- wspieranie zespołów kadry kształcącej hufców i chorągwi,
- opiniowanie wniosków o przyznanie złotej odznaki kadry kształcącej oraz wniosków o powołanie chorągwianych szkół instruktorskich,
- gromadzenie i upowszechnianie dorobku wypracowanego w ramach prowadzonego kształcenia i innych działań związanych z pracą z kadrą.

W ramach CSI ZHP funkcjonuje Zespół Kadry Kształcącej CSI, ponadto działa przy niej Zespół Woodbadge oraz Zespół Harcmistrzowski.

## Komendanci
- hm. Gabryjela Zielińska (1992–1998)[1][2]
- hm. Bogusław Kowalewski (1998–2002)[2][3]
- hm. Anna Filipow (2002–2006)[3][4]
- hm. Grzegorz Całek (2006)[5][6]
- hm. Anna Peterko (2007)[6][7]
- hm. Wiesław Laskowski (2007–2008)[7][8]
- hm. Andrzej Starski (2008–2010)[8][9]
- hm. Ryszard Polaszewski (2010–2012)[9][10]
- hm. Jakub Cichocki (2012–2014)[10]
- hm. Joanna Skupińska (2014–)
- hm. Anna Zielińska